# 普伊納瓦區
普伊納瓦區（西班牙語：Distrito de Puinahua），是秘魯的一個區，位於該國東北部洛雷託大區的雷克納省，始建於1943年7月2日，面積5,946.83平方公里，海拔高度118米，2005年人口5,857，人口密度每平方公里0.98人。